# Planinski Vrh
Planinski Vrh je naselje v Občini Šentjur.